# ВИЧ/СПИД в Европе
Пути передачи ВИЧ в Европе разнообразны, они включают в себя проституцию, гомосексуальные и гетеросексуальные половые контакты, внутривенное употребление наркотиков одним шприцем и инфицирование ребёнка от матери. Многие новые случаи заражения происходят в результате контактов с ВИЧ-положительными людьми из других частей света. В некоторых регионах Европы, например в Прибалтике, основными путями заражения являются парентеральный приём наркотиков группой людей с помощью одного шприца, гетеросексуальные половые контакты и проституция.
Заболеваемость ВИЧ-инфекцией среди взрослых в Европе в 2018 году варьируется от 1,4% в некоторых регионах европейской части России (Самарская и Оренбургская области) до 0,1% в одиннадцати странах. Из-за высокой доступности антиретровирусной терапии, смертность от СПИДа остаётся на достаточно низком уровне с момента введения ингибиторов протеазы и комбинированной терапии в конце 90-х годов XX века. По некоторым данным, в 2018 году 14% инфицированных получили ВИЧ в результате внутривенного приёма наркотиков.
Что касается социальных последствий ВИЧ и СПИД в Европе, то с 1980-х годов наблюдается глубокая переоценка человеческой сексуальности.

## ВИЧ/СПИД в европейский государствах

### Австрия
Первый случай ВИЧ-инфекции на территории Австрии был зарегистрирован в 1983 году. 32% случай инфицирования произошли в результате гетеросексуальных контактов. В стране один из самых высоких уровней охвата населения тестированием на ВИЧ.

### Азербайджан
Первый случай ВИЧ-инфекции в Азербайджане был зарегистрирован в 1987 году. По состоянию на начало 2018 года в стране зарегистрировано 6 755 случаев ВИЧ-инфекции. Из общего числа ВИЧ-инфицированных 73,1% составляют мужчины. За последние десять лет заболеваемость ВИЧ-инфекцией находится примерно на одном уровне: в 2009 году она составляла 5,1 случаев ВИЧ на 100 тыс. населения, в 2017 году — 5,8 случаев.

### Албания
В Албании сохраняется низкая смертность от заболеваний, вызванных СПИД. В период с 1992 по 2011 год всего было выявлено 487 случаев заражения ВИЧ. 83,1% инфицирования произошли в результате гетеросексуального полового контакта, 12,7% в результате гомосексуального и 4,2% случаев произошли при передачи от матери к ребёнку.
В 2011 году в стране были выявлены 71 новый случай заражения, 38 случаев СПИДа и 9 смертей, вызванных им. 73% от инфицированных в 2011 составляли мужчины.
Уровень охвата тестирования в Албании остаётся низким. Всего лишь 2% медицинских учреждений проводили тестирование на ВИЧ. 48% людей, прошедших диагностику, относятся к мужчинам, которые практиковали секс с лицами своего пола.
В период с 2018 по 2019 от заболеваний, вызванных СПИД скончался 51 человек. Это вызвало возмущение среди организаций, занимающихся этой проблемой.

### Андорра
Всего в Андорре зарегистрировано 89 случаев ВИЧ и СПИД. В 2018 году было выявлено 12 новых случаев, что соответствует 14,95 случаям на 100 тысяч человек. Антиретровирусная терапия в стране полностью бесплатна. 80,9% ВИЧ-положительных являются мужчинами.

### Армения
Регистрация случаев ВИЧ в Армении ведётся с 1988 года. По состоянию на 31 июля 2019 года, 3 583 жителя страны имели положительный ВИЧ-статус. Армения стала первой страной в европейском регионе и 10 в мире, которая подтвердила ликвидацию передачи вируса от матери к ребёнку.

### Беларусь
По данным конца 2020 года, на территории республики Беларусь зарегистрировано 22 792 ВИЧ-инфицированных человека. Наиболее поражённым регионом является Гомельская область, где проживает 8 402 ВИЧ-положительных, наименее — Гродненская область (982). За 2021 выявлено 1492 новых случаев ВИЧ-инфекции. Лидером является город Минск (396 случаев).
За всё время учёта основным путём заражения является половой (66,8%), на парентеральный путь приходится 31,1%. Заболевание более распространено среди мужчин (60,7% к 39,3% женщин).

### Бельгия
К концу 2017 года в Бельгии выявлено 18 908 случаев ВИЧ-инфекции. На 1000 жителей страны приходится 1,7 ВИЧ-положительных. 2,4 случая диагностируются ежедневно. 49,6% заражений происходят через гетеросексуальные контакты. 46,6% — при гомосексуальных контактах. На парентеральный приёмов приходится 1,3% случаев. В Бельгии высокий уровень диагностики, однако 36% случаев диагностируются на поздних стадиях. Чаще это распространено среди гетеросексуалов (46%), чем у гомосексуалов (27%). Антиретровирусную терапию получают 97% людей, живущих с ВИЧ.

### Болгария
Всего людей, живущих с ВИЧ в Болгарии к концу 2020 года, насчитывалось 3 467. В 2020 году выявлено 183 новых случая, большинство заражений произошло через гомосексуальные контакты (46%) и через гетеросексуальные контакты (42%). 98% ВИЧ-положительных получают антиретровирусную терапию.

### Босния и Герцеговина
Босния и Герцеговина считается страной с низким уровнем распространения ВИЧ-инфекции среди популяции (менее 0,1%). С 1986 по 2017 год в стране зарегистрировано 350 случаев ВИЧ, СПИД развился у 102 пациентов. Средний возраст ВИЧ-положительных составляет 30—39 лет, 80% заражённых являются мужчинами. Число инфицированных может быть гораздо выше и доходить до 1000 человек.
Распространение ВИЧ среди людей, употребляющих инъекционные наркотики, составляет 0,3%. В 2017 году на 100 тысяч человек пришлось 0,3 новых случая ВИЧ-инфекции.

### Ватикан
Регистрация ВИЧ-положительных в Ватикане не ведётся. Данных о наличии на территории карликового государства ВИЧ-положительных нет.
В 1989 в Ватикане прошла конференцию по СПИДу. Её участниками стали ведущие мировые учёные и священнослужители. На открытии конференции кардинал Джон О'Коннор призвал относиться к людям с уважением, а не как к опасности для общественного здоровья и изгоям, которых надо избегать и оставлять умирать. Однако священники высказывались против использования презервативов. На закрытии конференции Иоанн Павел II призвал к разработке глобального плана борьбы со СПИДом и пообещал полную поддержку Католической церкви тем, кто борется с ним.
Подобные конференции проводились также в 2000 и 2011 годах.

### Великобритания
В 2020 в Великобритании было зарегистрировано 106 890 людей, живущих с ВИЧ. Из них умерло 614 человек, причём 99 из них от сопутствующей коронавирусной инфекции. Наиболее ВИЧ распространён среди мужчин, практикующих секс с мужчинами и живущих в Лондоне. Однако в последнее время уровень новых заражений среди МСМ сократился на треть.

### Венгрия
Всего на территории Венгрии в 2018 году было зарегистрировано 3 909 людей, живущих с ВИЧ. За тот же год было выявлено 229 новых случаев заражения.

### Германия
В Германии, на конец 2020 года, 91 400 человек являлись ВИЧ-положительными. К группам риска относятся мужчины, практикующие секс с мужчинами, и люди, употребляющие инъекционные наркотики. В стране выполнена цель 90-90-90, поставленную ВОЗ: о своём статусе знают 90% ВИЧ-инфицированных, 97% пациентов с ВИЧ получают антиретровирусную терапию, притом у 96% принимающих терапию имеют неопределяемую вирусную нагрузку.

### Греция
По данным 2021 года, в Греции проживает около 15 000 ВИЧ-положительных. Антиретровирусная терапия предоставляется им бесплатно. В 2021 году выявлено 402 новых случая заболевания, что несколько ниже, чем в 2020 году, когда было зарегистрировано 601 новых случаев.

### Грузия
Первый случай заражения ВИЧ в Грузии зарегистрирован в 1989 году. По данным за 2021 год, в стране проживало 8 853 ВИЧ-положительных, причём СПИД развился у 4 441 пациентов. Большинство ВИЧ-инфицированных являются мужчинами (6 612 человек). Лечение проходят 5 561 пациентов. Больше всего ВИЧ-положительных проживают в Тбилиси (3 313 человек). В 2020 году от СПИДа скончались 157 человек.  Последнее время наблюдается тенденция к увеличению заражения через гетеросексуальные и гомосексуальные контакты.

### Дания
По состоянию на 2020 год, на территории Дании было зарегистрировано 6 700 случаев ВИЧ и СПИД, большая часть ВИЧ-положительных (3 700) являются мужчинами, практикующими секс с мужчинами. В том же году было зарегистрировано 110 новых случаев ВИЧ-инфекции.

### Ирландия
С начала 1980-х годов по 2018 год в Ирландии зарегистрировано 9 344 ВИЧ-инфицированных. В 2018 году выявлено 523 новых случая, что составляет 11 случаев на 100 тысяч человек. 56% новых заражённых относятся к группе мужчин, практикующих секс с мужчинами, 31% заразился в ходе гетеросексуальных половых контактов, а 3% относятся к потребителям инъекционных наркотиков.

### Исландия
Первый случай ВИЧ в Исландии был выявлен в 1985 году. К концу 2012 ВИЧ-положительный статус был выявлен у 300 жителей государства, притом 66 человек страдали СПИДом, а 39 человек умерли от этого заболевания. Наиболее высокий уровень распространения наблюдается среди мужчин, практикующими секс с мужчинами и людей, внутривенно употребляющими наркотики.

### Испания
В Испании наблюдался высокий уровень распространения ВИЧ, однако сейчас он соответствует среднему для Западной Европы уровню. На Испанию, США, Францию, Германию, Италию и Турцию приходятся три четверти инфицированных во всём западном мире. Первый случай был выявлен в 1983 года. Двум пациентам с гемофилией перелили кровь, полученную из США. Позднее они умерли в Андалусии. Однако было выяснено, что мужчина из Испании заразился в 1981 году в результате половых контактов с другими мужчинами, которые происходили во время путешествия по Турции и США.
В 1997 году в Испании на 100 тысяч человек приходилось 104 человека, инфицированных ВИЧ, что было в три раза выше, чем в среднем в других странах ЕС. На тот момент в стране проживала четверть всех ВИЧ-положительных в Западной Европе. Однако в 2016 году уровень распространения вируса стал соответствовать среднему уровню в Западной Европе и Северной Америке, который равен 0,3%. 77% пациентов в Испании получали антиретровирусную терапию. ВИЧ в стране наиболее распространён среди секс-работников (2%), потребителей инъекционных наркотиков (2,3%), заключённых (5,4%), мужчин практикующих секс с мужчинами (11,3%) и трансгендерных людей (13,3%).

### Италия
По данным исследований, по состоянию на 2020 год на территории Италии проживало 130 000 ВИЧ-положительных. За 2012 было выявлено 3 000 новых случаев среди людей, которые старше 15 лет.

### Латвия
В 2018 году в Латвии проживало 5 300 инфицированных. Уровень распространения ВИЧ-инфекции в стране является самым высоким в Европейском Союзе. Наиболее часто заражение происходит через гетеросексуальные половые акты (33% случаев в 2018 году), внутривенный приём наркотиков (22%) и через гомосексуальные половые акты (6%). В 37% новых случаев путь заражения не удалось установить.

### Литва
В 2016 году в Литве было зарегистрировано 2 749 ВИЧ-положительных. Долгое время число новых случаев в год держалось на уровне менее 200, но в 2016 было выявлено 214 новых случаев. Основной формой распространения ВИЧ в стране в 2017 году являлось парентеральный приём наркотиков (51,7%), гетеросексуальные половые контакты (24,3%) и гомосексуальные (6,8%).

### Россия
Первый случай ВИЧ в России был выявлен в 1987 году. Всего на 2020 год в стране зарегистрировано более 1,1 миллиона ВИЧ-положительных. В том же году в России было зарегистрировано около 60 000 новых случаев ВИЧ-инфекции. В европейском регионе Российская Федерация занимает первое место по количеству новых случаев на 100 тысяч человек и по распространению ВИЧ среди граждан. По данным за 2018 год, наиболее поражёнными регионами страны были Иркутская, Свердловская и Кемеровская области, там ВИЧ-положительными являлись 1,8% населения. В Европейской части России регионами, в которых количество инфицированных превышает 1% населения, являются Свердловская (частично расположена в Европе), Самарская (1,4%), Оренбургская (1,4%, частично расположена в Европе), Челябинская (1,3%, частично расположена в Европе), Ленинградская (1,2%) и Ульяновская области (1%), а также в Ханты-Мансийский автономный округ (1,3%, частично расположен в Европе), Пермский край (1,2%).

### Румыния
К концу 2018 года общее число ВИЧ-инфицированных в Румынии составляло 15 661 человек. С 2008 году количество новых случаев в год неуклонно снижалось, спустя 10 лет он был практически в три раза ниже. Заболеваемость в стране ниже среднего уровня в ЕС.

### Украина
В 2018 году на территории Украины проживало около 240 000 ВИЧ-положительных. За 6 месяцев 2021 года было выявлено 1 426 новых случаев ВИЧ-инфекции. По данным мая 2022 года, в стране не функционируют 39 пунктов выдачи антиретровирусной терапии, ввиду вторжения России на Украину. Около 30 тысяч ВИЧ-инфицированных человек покинули Украину.
Власти ЛНР и ДНР в 2022 году сообщили о прекращениях поставок ряда жизненно необходимых лекарств, в том числе и антиретровирусной терапии.

### Финляндия
Первый случаи ВИЧ в Финляндии были зарегистрированы в начале 1980-х годов. По данным на 2018 год, в стране проживало около 4 000 ВИЧ-положительных людей. В том же году было выявлено 153 новых случаев, что примерно соответствует числу новых в год за последние 10 лет. Большая часть новых случаев заражения ВИЧ-инфекцией в 2018 году имеют иностранное происхождение. Основными источниками заражения являются Таиланд, Россия и Эстония. Больше всего новых случаев выявляются в Хельсинки.

### Хорватия
На территории Хорватии первый случай был выявлен в 1985 году. В ноябре 2020 года за всё время было выявлено 1 511 случаев ВИЧ. На 100 тысяч человек приходится 2,2 случаев ВИЧ, что ниже среднего уровня по ЕС. Большинство случаев инфицирования произошло через гомосексуальные половые контакты (70,6%).

### Чехия
Всего на территории Чехии в конце 2018 года проживало 3 814 ВИЧ-положительных. В том же году было зарегистрировано 208 новых случаев. Наибольшее количество ВИЧ-положительных проживает в Праге (1 651).

### Швеция
С конца 1980-х годов по начало 2000-х число новых случаев ВИЧ-инфекции каждый год в Швеции было около 300. Сейчас в стране проживает более 8 000 ВИЧ-положительных, каждый год выявляется примерно 400-500 новых случаев. Большинство людей инфицировалось до переезда в Швецию, где им позже был поставлен соответствующий диагноз.

### Эстония
Первый пациент с ВИЧ-инфекцией был выявлен на территории Эстонии в 1988 году. С 2016 года тестирование на ВИЧ является полностью бесплатным. Последнее 10-летие наблюдается снижение числа новых случаев заражения в стране (46,1 случай на 100 тысяч человек в 2005 году и лишь 9,4 случая на 100 тысяч жителей в 2021 году). С 2005 года выросла доля передачи ВИЧ через половые контакты, стабилизировалась среди людей, употребляющих наркотики внутривенно, однако по-прежнему высока передача при парентеральном приёме наркотиков группой лиц.
Всего в Эстонии в 2018 году было зарегистрировано 9 878 случаев ВИЧ и 536 случаев СПИДа. Считается, что более 1,3% взрослых людей в стране инфицированы ВИЧ, это самый высокий показатель на территории ЕС. Однако это число может быть завышено на 20-30%, поскольку до 2008 года в базу вносились данные также анонимных тестов на ВИЧ. Это означает, что имела место двойная регистрация людей, которые сначала сдавали тест анонимно, а затем уже для получения медицинской помощи. 42% ВИЧ-положительных в Эстонии проживают в Ида-Вируском уезде и 39% — в Харьюском.